# 新制大学
新制大学（しんせいだいがく）は、1947年（昭和22年）制定の学校教育法に拠り、高等教育を行う教育機関。

## 概要
学制改革により学校教育法が施行され、これ以前の帝国大学令や大学令等による大学は旧制大学と呼ばれるようになった。
そして、戦前の旧制大学、旧制高等学校、師範学校、高等師範学校、大学予科および旧制専門学校が4年制の新制大学として再編された。特に新制国立大学の設置については、文部省が総合的な実施計画を立案することになり、1949年（昭和24年）施行の国立学校設置法に基づいて設置された。

## 学制改革：1948年(昭和23年)4月
学校教育法の施行に際し、文部省としては新制大学は1949年（昭和24年）から発足させる方針であった。ところが、一部の私立大学は将来計画の確立と改組準備の整備を理由に、1948年（昭和23年）4月から新制大学を発足させるべく名乗りをあげた。そして、占領下の特殊事情もあり、これらの学校が最初の新制大学として認可されることとなった。

### 私立大学
東京
- 上智大学
- 國學院大學
- 日本女子大学
- 東京女子大学
- 津田塾大学
- 聖心女子大学

関西
- 同志社大学
- 立命館大学
- 関西大学
- 関西学院大学
- 神戸女学院大学

### 公立大学
- 神戸商科大学（県立経専【公】←県立神戸高商【公】）

## 学制改革：1949年(昭和24年)5月
- 注記

  1. （）内は学制改革時点での併合校である。特記事項は矢印の後に示した。
  2. 公立から官立に移管された場合や官立から公立に移管された場合もあるので、国公立各大学合算して示す。公立大学と公立学校の場合【公】にて付記。また私立大学と私立学校の場合【私】にて付記。
  3. 1966年（昭和41年）施行の国立学校設置法の一部を改正する法律により東京学芸大学以外の学芸大学は教育大学に改称した。校名は学制改革当時のものである。
  4. 高岡経専と彦根経専と和歌山経専は戦時に工業専門学校へと転換された。戦後彦根経専と和歌山経専が再設置されて、学制改革時に和歌山工専が廃止された。高岡経専は再設置されなかったが、1953年に富山大学に経済学部が設置されている。また秋田県立女子医学専門学校と山梨県立医学専門学校と山梨県立女子医学専門学校は設備不良で廃校となり、一時的に秋田県立高等学校と山梨県立高等学校に転換されたのち学制改革時に廃止された。のち1970年に秋田大学医学部が、1978年に山梨医科大学が設置されている。
  5. 略称は、経専→経済専門学校（高商を母体）、工専→工業専門学校（高工を母体、あるいは戦時に設立）、農専→農林専門学校（高農を母体）、獣畜専→獣医畜産専門学校（高獣を母体）、薬専→薬学専門学校、医専→医学専門学校、繊専→繊維専門学校、水専→水産専門学校、女専→女子専門学校。特異なものは全表記。その他学制改革の項参照。

### 国公立大学
北海道
- 小樽商科大学（小樽経専）
- 帯広畜産大学（帯広農業専←帯広獣畜専）
- 室蘭工業大学（室蘭工専、北海道大附属土木専門部）
- 北海道大学（北海道大、北海道大予科、北海道大附属医学専門部、北海道大附属農林専門部、函館水専）
- 北海道学芸大学（第一師範、第二師範、第三師範、北海道青師）

東北地方
- 弘前大学（弘前医大←青森医専、弘前高校、青森師範、青森青師）
- 岩手大学（岩手師範、岩手青師、盛岡工専、盛岡農専）
- 東北大学（東北大、東北大附属医学専門部、第二高校、宮城師範、宮城青師、仙台工専、宮城県女専【公】）
- 秋田大学（秋田師範、秋田青師、秋田鉱専）
- 山形大学（山形高校、山形師範、山形青師、米沢工専、県立農専【公】）
- 福島大学（福島師範、福島青師、福島経専）

関東地方（東京都を除く）
- 茨城大学（水戸高校、茨城師範、茨城青師、多賀工専）
- 群馬大学（前橋医大←前橋医専、桐生工専、群馬師範、群馬青師）
- 宇都宮大学（栃木師範、栃木青師、宇都宮農専）
- 埼玉大学（浦和高校、埼玉師範、埼玉青師）
- 千葉大学（千葉医大、千葉医大附属医学専門部、千葉医大附属薬学専門部、千葉師範、千葉青師、東京工専←東京高等工芸、千葉農業専←千葉高等園芸）
- 横浜国立大学（神奈川師範、神奈川青師、横浜経専、横浜工専）
- 横浜市立大学【公】（市立経専【公】←市立横浜商専【公】）
- 東京水産大学（農林省第一水産講習所）→神奈川の横須賀にあり（1957年東京へ移転）第二水産講習所は水産大学校へ

東京都
- 東京大学（東京大、東京大附属医学専門部、第一高校、東京高校高等科）
- 東京都立大学 (1949-2011)【公】（都立高校高等科【公】、都立工専【公】←府立高工【公】、都立理工専【公】←都立航空工専【公】←都立航空高工【公】←府立航空高工【公】、都立機械工専【公】←都立機械高工【公】、都立化学工専【公】←都立化学高工【公】←府立化学高工【公】、都立女専【公】←府立女専【公】）
- 一橋大学（東京商科大←東京産業大←東京商科大←東京高商、東京商科大予科、東京商科大附属商学専門部）
- 東京工業大学（東京工業大←東京高工、東京工業大附属予備部、東京工業大附属高等工業教員養成所）
- 東京教育大学（東京文理大、東京高師、東京農教専、東京体専）→ 1973年廃止、筑波大学へ
- お茶の水女子大学（東京女高師）
- 東京学芸大学（第一師範、第二師範、第三師範、東京青師）
- 東京農工大学（東京農専、東京繊専←東京高等蚕糸）
- 東京外国語大学（東京外事専）
- 東京芸術大学（東京美術学校、東京音楽学校）
- 電気通信大学（中央無線電信講習所）

中部地方
- 新潟大学（新潟医大、新潟医大附属医学専門部、新潟高校、第一師範、第二師範、新潟青師、長岡工専、県立農専【公】）
- 富山大学（富山高校高等科、富山師範、富山青師、富山薬専、高岡工専）
- 金沢大学（金沢医大、金沢医大附属医学専門部、金沢医大附属薬学専門部、第四高校、金沢高師、石川師範、石川青師、金沢工専）
- 福井大学（福井師範、福井青師、福井工専）
- 山梨大学（山梨師範、山梨青師、山梨工専）
- 信州大学（松本医大←松本医専、松本高校、長野師範、長野青師、長野工専、上田繊専←上田蚕糸専、長野県立農専【公】）
- 岐阜大学（岐阜師範、岐阜青師、岐阜農専）
- 岐阜医工科大学【公】（岐阜工専←県立工専【公】）
- 岐阜薬科大学【公】（市立岐阜薬専【公】）
- 静岡大学（静岡高校、第一師範、第二師範、静岡青師、浜松工専）
- 名古屋大学（名古屋大、名古屋大附属医学専門部、名古屋経専、岡崎高師、第八高校）
- 愛知学芸大学（第一師範、第二師範、愛知青師）
- 名古屋工業大学（名古屋工専、愛知県立工専【公】）
- 三重大学（三重師範、三重青師、三重農専）

近畿地方（京阪神を除く）
- 滋賀大学（滋賀師範、滋賀青師、彦根経専）
- 奈良女子大学（奈良女高師）
- 奈良学芸大学（奈良師範、奈良青師）
- 和歌山大学（和歌山師範、和歌山青師、和歌山経専）

京都
- 京都大学（京都大、京都大附属医学専門部、第三高校）
- 京都学芸大学（京都師範、京都青師）
- 京都工芸繊維大学（京都工専←京都高等工芸、京都繊専←京都高等蚕糸）
- 西京大学【公】（府立農専【公】、府立女専【公】）

大阪
- 大阪大学（大阪大、大阪大附属医学専門部、大阪大附属薬学専門部←大阪薬専【私】、大阪高校、府立浪速高校高等科【公】）
- 大阪市立大学【公】（大阪商科大【公】、大阪商科大予科【公】、大阪商科大高等商業部【公】、市立都島工専【公】、市立女専【公】）
- 大阪学芸大学（第一師範、第二師範）
- 浪速大学【公】（大阪青師、大阪工専、府立化学工専【公】←府立堺工専←府立堺高工【公】、府立機械工専【公】←府立第三工専←府立航空高工【公】、府立淀川工専【公】←府立電機工専←府立淀川高工【公】、府立大阪農業専【公】、府立大阪獣畜専【公】）
- 大阪女子大学【公】（大阪府女専【公】）
- 大阪外国語大学（大阪外事専）

兵庫
- 神戸大学（神戸経済大←神戸商業大←神戸高商、神戸経済大予科、神戸経済大附属経営学専門部、神戸工専、姫路高校、兵庫師範、兵庫青師）
- 姫路工業大学【公】（県立工専【公】）
- 神戸市外国語大学【公】（市立外事専【公】）

中国地方
- 鳥取大学（米子医大←米子医専、鳥取師範、鳥取青師、鳥取農専）
- 島根大学（松江高校、島根師範、島根青師）
- 岡山大学（岡山医大、岡山医大附属医学専門部、第六高校、岡山師範、岡山青師、県立岡山農業専【公】）
- 広島大学（広島文理大、広島高師、広島女高師、広島高校、広島師範、広島青師、広島工専、市立工専【公】）
- 山口大学（山口高校、山口師範、山口青師、山口経専、宇部工専、県立山口獣畜専【公】）

四国地方
- 香川大学（香川師範、香川青師、高松経専）
- 徳島大学（徳島医大←徳島医専、徳島高校、徳島師範、徳島青師、徳島工専）
- 愛媛大学（松山高校、愛媛師範、愛媛青師、新居浜工専）
- 愛媛県立松山農科大学【公】（県立農専【公】）
- 高知大学（高知高校、高知師範、高知青師）
- 高知女子大学【公】（県立女医専【公】）

九州地方
- 九州大学（九州大、九州大附属医学専門部、九州大附属工業専門部、福岡高校、久留米工専）
- 福岡教育大学（第一師範、第二師範、福岡青師）
- 九州工業大学（明治工専）
- 九州歯科大学【公】（福岡県立歯科医専【公】）
- 佐賀大学（佐賀高校、佐賀師範、佐賀青師）
- 長崎大学（長崎医大、長崎医大附属薬学専門部、長崎高校←長崎医大附属医学専門部、長崎経専、長崎師範、長崎青師）
- 大分大学（大分師範、大分青師、大分経専）
- 宮崎大学（宮崎師範、宮崎青師、宮崎県工専【公】、宮崎農専）
- 熊本大学（熊本医大、熊本医大附属医学専門部、第五高校、熊本師範、熊本青師、熊本工専、熊本薬専）
- 熊本女子大学【公】（県立女専【公】）
- 鹿児島大学（第七高校、鹿児島師範、鹿児島青師、鹿児島農専、鹿児島水専）
- 鹿児島県立大学【公】（県立工専【公】）

### 国公立短期大学
- 図書館短期大学（帝国図書館付属図書館職員養成所←文部省図書館講習所）
- 盛岡短期大学【公】（岩手県立女専【公】）→1998年岩手県立大学盛岡短期大学部
- 金沢美術工芸短期大学【公】（金沢美術工芸専【公】）
- 愛知県立女子短期大学【公】（県立女専【公】）
- 滋賀県立短期大学【公】（彦根工専）
- 広島女子短期大学【公】（県立広島女専【公】）
- 島根女子短期大学【公】（県立島根農科大学女子家政短期大学部【公】←県立松江女専【公】）→1961年分離
- 山口女子短期大学【公】（県立女専【公】）
- 長崎県立女子短期大学【公】（県立女専【公】）
- 尾道短期大学【公】（市立女専【公】）
- 岐阜短期大学【公】（市立岐阜専【公】←市立岐阜女専【公】）→1998年岐阜市立女子短期大学
- 長野県短期大学【公】（長野県女専【公】）
- 鹿児島県立短期大学【公】（鹿児島県立大学短期大学部【公】←県立女専【公】）→1958年分離

### 私立大学
文部省、4月から開設する新制大学（第1次分）として64私立大学を設置認可。
- 花園大学（京都市：仏教）
- 日本大学（東京都千代田区：法／文／経済／芸術／工／農／農二工）
- 日本獣医畜産大学（東京都武蔵野市：獣医畜産、日本獣医生命科学大学と改称）
- 二松學舍大学（東京都千代田区：文）
- 法政大学（東京都千代田区：法／文／経済）
- 東邦薬科大学（千葉県津田沼町：薬）
- 東洋大学（東京都文京区：文）
- 東京理科大学（東京都新宿区：理）
- 東京家政大学（東京都板橋区：家政）
- 東京農業大学（東京都世田谷区：農）
- 東京薬科大学（東京都新宿区：薬）
- 東京経済大学（東京都国分寺町：経済）
- 東京獣医畜産大学（東京都世田谷区、52年に日本大学農獣医学部に吸収合併：獣医畜産）
- 同志社大学（京都市：商／工）
- 同志社女子大学（京都市：学芸）
- 中央大学（東京都千代田区：法／経済／商／工）
- 中央労働学園大学（東京都港区、52年から法政大学社会学部となる：社会）
- 立教大学（東京都豊島区：文／経済）
- 立命館大学（京都市：理工）
- 立正大学（東京都品川区：文／仏教）
- 龍谷大学（京都市：文）
- 早稲田大学（東京都新宿区：経済／法／文／教育／商／理工）
- 神奈川大学（横浜市：商経／工）
- 学習院大学（東京都豊島区：文政／理）
- 関東学院大学（横浜市：経済／工）
- 大正大学（東京都豊島区：仏教／文）
- 玉川大学（東京都町田町：文／農）
- 津田塾大学（東京都小平町：学芸）※学芸学部に数学科を設置
- 南山大学（名古屋市：文）
- 武蔵大学（東京都練馬区：経済）
- 武蔵野音楽大学（東京都練馬区：音楽）
- 武蔵工業大学（東京都世田谷区：工）
- 大谷大学（京都市：文）
- 大阪経済大学（大阪市：経済）
- 大阪樟蔭女子大学（大阪府布施市：学芸）
- 松山商科大学（松山市、89年から 松山大学と改称：商経）
- 慶應義塾大学（東京都港区：文／経済／法／工）
- 佛教大学（京都市：仏教）
- 神戸女学院大学（兵庫県西宮市：音楽）
- 神戸女子薬科大学（兵庫県本山村：薬）
- 紅陵大学（東京都文京区、52年から拓殖大学と改称：商／政経）
- 工学院大学（東京都新宿区：工）
- 高野山大学（和歌山県高野町：文）
- 駒澤大学（東京都世田谷区：仏教／文）
- 天理大学（奈良県丹波市町：文）
- 青山学院大学（東京都渋谷区ほか：文／商／工）
- 愛知大学（愛知県豊橋市：法経／文）
- 京都薬科大学（京都市：薬）
- 京都女子大学（京都市：文／家政）
- 共立薬科大学（東京都港区、09年に慶應義塾大学に吸収合併：薬）
- 近畿大学（大阪府布施市：理工）
- 金城学院大学（名古屋市：英文）
- 明治学院大学（東京都港区：文経）
- 明治大学（東京都千代田区：法／商／経済／文／工／農）
- 明治薬科大学（東京都世田谷区：薬）
- 名城大学（名古屋市：商）
- 宮城学院女子大学（仙台市：学芸）
- 実践女子大学（東京都渋谷区：文家政）
- 種智院大学（京都市：仏教）
- 昭和女子薬科大学（東京都世田谷区、50年から昭和薬科大学と改称：薬）
- 女子美術大学（東京都杉並区：芸術）
- 広島女学院大学（広島市：英文）
- 成蹊大学（武蔵野市：政治経済）
- 専修大学（東京都千代田区：商経／法）

文部省、4月から開設する新制大学（第2次分）として24私立大学を設置認可。
- 日本体育大学（茨城県阿見村：体育）
- 東京神学大学（東京都中野区ほか：神）
- 東京電機大学（東京都千代田区：工）
- 東北学院大学（仙台市：文経）
- 東北薬科大学（仙台市：薬）
- 立教大学（東京都豊島区：理）
- 大阪城東大学（布施市、52年から大阪商業大学と改称：経済）
- 大妻女子大学（東京都千代田区：家政）
- 和洋女子大学（市川市：家政）
- 久我山大学（東京都杉並区、50年廃校：工）
- 福岡商科大学（福岡市、56年から福岡大学と改称：商）
- 武庫川学院女子大学（兵庫県鳴尾村、58年から武庫川女子大学と改称：学芸）
- 國學院大學（東京都渋谷区ほか：政治）
- 駒澤大学（東京都世田谷区：商経）
- 相模女子大学（神奈川県相模原町：学芸）
- 共立女子大学（東京都千代田区：家政）
- 近畿大学（大阪府布施市：商）
- 芝浦工業大学（東京都港区：工）
- 昭和女子大学（東京都世田谷区：学芸）
- ノートルダム清心女子大学（岡山市：学芸）
- 西南学院大学（福岡市：学芸）
- 摂南工業大学（大阪市、10月から大阪工業大学と改称：工）
- 善隣大学（川崎市、50年3月から日本商科大学、50年12月廃校：商）
- 椙山女学園大学（名古屋市：家政）

## 学制改革・追加的新制移行
1949年5月以降も学制改革は引き続き、残された新制への移行が遅れていた旧制学校が併合新設された。

### 国公立大学
- 商船大学（高等商船清水分校←清水高等商船、海務学院、1949年11月）→静岡の清水にありほかの国立大学より半年ぐらい遅れていた
- 千葉大学（千葉大学、東京医歯大予科、1950年）→同年文理学部設置
- 東京医科歯科大学（東京医歯大←東京医歯専←東京歯専、1951年）
- 神戸商船大学（高等商船神戸分校←神戸高等商船、1952年）→校地と施設だけで、教職員は海技学院（1957年海技大学校）へ
- 札幌医科大学【公】（道立女医専【公】、1950年）
- 京都市立美術大学【公】（市立美術専【公】←市立絵画専【公】、1950年）
- 北九州外国語大学【公】（小倉外事専【公】、1950年）
- 香川県立農科大学【公】（県立農専【公】、1950年）
- 福岡女子大学【公】（県立女専【公】、1950年）
- 静岡県立静岡農科大学【公】（県立農専【公】、1950年）
- 三重県立大学【公】（三重水専【私】、1950年）
- 名古屋市立大学【公】（名古屋女子医大【公】←市立女医専【公】、名古屋薬科大【公】←名古屋薬専【公】、1950年）
- 茨城県立農科大学【公】（霞ヶ浦農業大【私】、1950年）
- 鹿児島県立大学【公】（県立女専【公】、鹿児島県立大学【公】、1950年）
- 島根県立島根農科大学【公】（県立農専【公】、1951年）
- 横浜市立大学【公】（横浜医大【公】←市立医専【公】、横浜市立大学【公】、1952年）
- 岐阜県立大学【公】（県立医大【公】←県立女医専【公】、岐阜県立大学【公】、1952年）
- 京都府立医科大学【公】（府立医大【公】←府立医専【公】、1952年）
- 福島県立医科大学【公】（県立医大【公】←県立女医専【公】、1952年）
- 大阪市立医科大学【公】（市立医大【公】←市立医専【公】、1952年）
- 兵庫県立神戸医科大学【公】（県立医大【公】←県立医専【公】、1952年）
- 和歌山県立医科大学【公】（県立医大【公】←県立医専【公】、1952年）
- 奈良県立医科大学【公】（県立医大【公】←県立医専【公】、1952年）
- 広島県立医科大学【公】（県立医大【公】←県立医専【公】、1952年）
- 山口県立医科大学【公】（県立医大【公】←県立医専【公】、1952年）
- 鹿児島県立大学【公】（県立医大【公】←県立医専【公】、鹿児島県立大学【公】、1952年）
- 静岡薬科大学【公】（県立薬専【公】、1953年）
- 三重県立大学【公】（県立医大【公】←県立医専【公】、三重県立大学【公】、1952年）

### 私立大学
- 千葉商科大学（市川市：商、←巣鴨経済専門学校←巣鴨高等商業学校、1950年4月）
- 高千穂商科大学（東京都杉並区：商、←高千穂経済専門学校←高千穂高等商業学校、1950年4月）2001年に高千穂大学と改称
- 東京文政大学（東京都豊島区：日文/中文/政経、←大東文化学院専門学校←大東文化学院、1949年6月）52年に大東文化大学と改称
- 東京写真短期大学（東京都中野区：写真、←東京写真工業専門学校←東京写真専門学校←小西寫眞専門学校）66年に東京写真大学を開学、77年に東京工芸大学と改称
- 京都外国語短期大学（京都市：外国語、←京都外国語学校、1950年4月）59年に京都外国語大学を開学
- 八幡大学（北九州市：法、←八幡専門学校←戸畑専門学校←九州専門学校、1950年4月）89年に九州国際大学と改称

## 学制改革後：1950年(昭和25年)～
以下は旧制高等教育機関を母体とせず独立法人化までに学制改革後設置された新制大学である。

### 国立大学

#### 改称
- 北海道教育大学（北海道学芸大学改称、1966年）
- 東京商船大学（商船大学改称、1957年）→静岡清水から東京へ移転
- 愛知教育大学（愛知学芸大学改称、1966年）
- 奈良教育大学（奈良学芸大学改称、1966年）
- 京都教育大学（京都学芸大学改称、1966年）
- 大阪教育大学（大阪学芸大学改称、1967年）
- 福岡教育大学（福岡学芸大学改称、1966年）

#### 併合
- 茨城大学（茨城大学、茨城県立農科大学【公】、1952年）
- 静岡大学（静岡大学、静岡県立農科大学【公】、1951年）
- 岐阜大学（岐阜大学、岐阜県立大学工学部【公】←岐阜医工科大学工学部【公】、1952年）
- 岐阜大学（岐阜大学、岐阜県立医科大学【公】←岐阜県立大学医学部【公】←岐阜医工科大学医学部【公】、1964年）
- 宇都宮大学（宇都宮大学、宇都宮工業短期大学、1964年）
- 三重大学（三重大学、三重県立大学【公】、1972年）
- 神戸大学（神戸大学、兵庫県立神戸医科大学【公】、1964年）
- 神戸大学（神戸大学、兵庫県立農科大学【公】、1966年）
- 広島大学（広島大学、広島県立医科大学【公】、1953年）
- 島根大学（島根大学、島根県立島根農科大学【公】、1965年）
- 山口大学（山口大学、山口県立医科大学【公】、1964年）
- 香川大学（香川大学、香川県立農科大学【公】、1955年）
- 愛媛大学（愛媛大学、愛媛県立松山農科大学【公】、1954年）
- 鹿児島大学（鹿児島大学、鹿児島県立大学【公】、1955年）

#### 分離
- 宮城教育大学（東北大学教育学部教員養成課程←旧宮城師範、旧宮城青師 分離、1965年）
- 上越教育大学（新潟大学教育学部高田分校←旧新潟第二師範 分離、1978年）
- 富山医科薬科大学（富山大学薬学部←旧富山薬専 分離、1975年）
- 鳴門教育大学（徳島大学教育学部←旧徳島師範、旧徳島青師 分離、1981年）

#### 新設昇格
1970年代以降、医科大学等の国立大学が多く設置された。（）内は母体大学、設置年である。学問系統別の分類に依った。
文科系単科大学
- 兵庫教育大学（新設、1978年）

工科系単科大学
- 北見工業大学（北見工業短大、1966年）
- 長岡技術科学大学（新設、1976年）
- 筑波技術大学（筑波技術短大、2005年）
- 豊橋技術科学大学（新設、1976年）

医科系単科大学
- 旭川医科大学（新設、1973年）
- 山梨医科大学（新設、1978年）
- 福井医科大学（新設、1978年）
- 浜松医科大学（新設、1974年）
- 滋賀医科大学（新設、1974年）
- 島根医科大学（新設、1975年）
- 香川医科大学（新設、1976年）
- 高知医科大学（新設、1974年）
- 大分医科大学（新設、1971年）
- 佐賀医科大学（新設、1974年）
- 宮崎医科大学（新設、1973年）

その他単科大学
- 図書館情報大学（図書館短期大学、1979年）
- 九州芸術工科大学（新設、1968年）
- 鹿屋体育大学（新設、1981年）

大学院大学
- 政策研究大学院大学（新設、1997年）
- 総合研究大学院大学（新設、1988年）
- 北陸先端科学技術大学院大学（新設、1990年）
- 奈良先端科学技術大学院大学（新設、1993年）
- 沖縄科学技術大学院大学（新設、2012年）

総合大学
- 筑波大学（東京教育大学、1973年）
- 琉球大学（1950年、米国占領下の琉球列島米国民政府令により新設、1972年沖縄復帰と共に国立移管。）

### 公立大学

#### 改称
- 愛知県立大学（愛知県立女子大学改称、1959年）
- 京都府立大学（西京大学改称、1959年）
- 大阪府立大学（浪速大学改称、1950年）
- 岐阜県立大学（岐阜医工科大学改称、1950年）→1954年岐阜県立医科大学
- 県立広島女子大学（広島女子大学改称、2000年）
- 山口県立大学（山口女子大学改称、1996年）
- 北九州大学（北九州外国語大学改称、1953年）
- 北九州市立大学（北九州大学改称、2001年）
- 長崎県立大学（長崎県立国際経済大学改称、1991年）
- 熊本県立大学（熊本女子大学改称、1996年）
- 奈良県立大学（奈良県立商科大学改称、2001年）

#### 併合
- 静岡県立大学（静岡薬科大、静岡女子大、静岡女子短大、1987年）
- 京都市立芸術大学（京都市立美術大、京都市立音楽短大、1969年）
- 大阪市立大学（大阪市立大、大阪市立医科大、1955年）
- 長崎県立短期大学（県立女子短大、県立佐世保商科短大、1957）→1969年県立女子短大再分離
- 大阪府立大学（大阪府立大、大阪社会事業短大、1955年）

#### 新設昇格
1990年代以降、看護系大学を中心に公立大学が多く設置された。現在でも新たに設置されている。()内は母体大学、設置年である。系統別の分類に依った。
文科系単科大学
- 群馬県立女子大学（新設、1980年）
- 都留文科大学（市立都留短大、1960年）
- 広島女子大学（広島女子短大、1965年）
- 宮崎公立大学（新設、1993年）

経済系単科大学
- 釧路公立大学（新設、1988年）
- 青森公立大学（新設、1993年）
- 高崎経済大学（高崎市立短大、1957年）
- 奈良商科大学（奈良県立短大、1990年）
- 下関市立大学（下関商業短大、1962年）
- 長崎県立国際経済大学（長崎県立短期大学、1967）
- 尾道大学（尾道短大、2001年）

工科系単科大学
- 公立はこだて未来大学（新設、2000年）
- 会津大学（新設、1993年）
- 前橋工科大学（前橋市立工業短大、1997年）
- 東京都立科学技術大学（都立工科短大、1986年）
- 富山県立大学（富山県立短大、1990年）

保健系単科大学
- 青森県立保健大学（新設、1999年）
- 山形県立保健医療大学（県立保健医療短大、1999年）
- 茨城県立医療大学（新設、1995年）
- 埼玉県立大学（県立衛生短大、1999年）
- 東京都立保健科学大学（都立医療技術短大、1998年）
- 神奈川県立保健福祉大学（県立栄養短大、県立衛生短大、2003年）
- 山梨県立看護大学（新設、1990年）
- 長野県看護大学（新設、1995年）
- 石川県立看護大学（新設、2000年）
- 岐阜県立看護大学（新設、1990年）
- 愛知県立看護大学（新設、1995年）
- 三重県立看護大学（新設、1997年）
- 大阪府立看護大学（府立看護短大、1996年）
- 神戸市看護大学（神戸市看護短大、1996年）
- 兵庫県立看護大学（新設、1993年）
- 大分県立看護科学大学（新設、1998年）
- 宮崎県立看護大学（新設、1997年）
- 沖縄県立看護大学（新設、1999年）
- 広島県立保健福祉大学（県立保健福祉短大、2002年）
- 香川県立保健医療大学（県立医療短大、2004年）
- 愛媛県立医療技術大学（県立医療技術短大、2004年）
- 群馬県立県民健康科学大学（県立医療短大、2005年）
- 名寄市立大学（市立名寄短大、2006年）

芸術系単科大学
- 愛知県立芸術大学（新設、1966年）
- 金沢美術工芸大学（金沢美術工芸短大、1955年）
- 沖縄県立芸術大学（新設、1986年）

その他単科大学
- 兵庫農科大学（新設、1949年）→国立へ移管1966年神戸大学農学部
- 島根県立大学（県立国際短大、2000年）
- 石川県立大学（石川県農業短大、2005年）

大学院大学
- 情報科学芸術大学院大学（新設、2003年）

総合大学
- 岩手県立大学（新設、1998年）
- 秋田県立大学（新設、1999年）
- 宮城大学（新設、1997年）
- 愛知県立大学（県立女子短大、1957年）
- 滋賀県立大学（滋賀県立短大、1995年）
- 福井県立大学（福井県立短大、1993年）
- 岡山県立大学（新設、1997年）
- 広島県立大学（広島県立農業短大、1988年）
- 広島市立大学（新設、1994年）
- 尾道大学（市立尾道短大、2001年）
- 山口女子大学（山口女子短大、1975年）
- 福岡県立大学（福岡県社会保育短大、1992年）
- 県立長崎シーボルト大学（県立女子短大、1999年）
- 札幌市立大学（札幌市立高専、市立高等看護学院、2006年）

### 私立大学

#### 新設
立命館アジア太平洋大学  (新設、2000年)

## 独立法人化：2004年(平成16年)〜

### 国立大学
2003年（平成15年）10月施行の国立大学法人法に基づいて、2004年（平成16年）4月1日、すべての国立大学は国立大学法人の設置する大学となった。これに伴って各地で国立大学の統合が行われている。

#### 併合
- 筑波大学（筑波大、図書館情報大、2001年）
- 東京海洋大学（東京商船大、東京水産大、2003年）
- 山梨大学（山梨大、山梨医科大、2002年）
- 福井大学（福井大、福井医科大、2003年）
- 神戸大学（神戸大、神戸商船大、2003年）
- 島根大学（島根大、島根医科大、2003年）
- 香川大学（香川大、香川医科大、2003年）
- 高知大学（高知大、高知医科大、2003年）
- 大分大学（大分大、大分医科大、2003年）
- 九州大学（九州大、九州芸術工科大、2003年）
- 佐賀大学（佐賀大、佐賀医科大、2003年）
- 宮崎大学（宮崎大、宮崎医科大、2003年）
- 富山大学（富山大、富山医薬大、高岡短大、2005年）
- 大阪大学（大阪大、大阪外大、2007年）

### 公立大学
2004年（平成16年）施行の地方独立行政法人法に基づいて、各地で公立大学の統合が行われている。公立大学法人の設置する大学として統合した大学は以下の通りである。岩手県、長崎県、横浜市、北九州市が具体的な統合を策定中である。

#### 併合
- 首都大学東京（東京都立大、東京都立科学技術大、東京都立保健科学大、東京都立短期大、2005年）
- 山梨県立大学（山梨県立看護大、山梨県立女子短大、2005年）
- 大阪府立大学（大阪府立大、大阪女子大、大阪府立看護大、2005年）
- 兵庫県立大学（神戸商科大、姫路工業大、兵庫県立看護大、2004年）
- 県立広島大学（広島県立大、県立広島女子大、広島県立保健福祉大、2005年）
- 島根県立大学（島根県立大、島根県立島根女子短大、島根県立看護短大、2007年）

#### 新設
- 国際教養大学（新設、2004年）

### 私立大学
私立大学に独立法人化の直接の影響はないが、2004年（平成16年）以降に動きのあった大学は以下のとおりである。